# Yıldız Holding
Yıldız Holding est un conglomérat turc, principalement présent dans l'agroalimentaire.

## Histoire
Yıldız est créé en 1989 comme holding pour regrouper les différentes activités de la famille Ülker, qui possède l'entreprise Ülker, créée en 1944, et qui s'est diversifiée en créant Topkapı Makine, une entité fabricant des machines pour la confection de biscuits.
En 2007, Yildiz Holding acquiert le chocolatier Godiva auprès de Campbell Soup Company. En 2013, il prend le contrôle de la filiale turque DiaSA de Dia, comprenant 1 200 magasins en Turquie.
En novembre 2014, la multinationale United Biscuits (BN, Delacre, McVitie's) est acquise par Yildiz Holding pour plus de 2,6 milliards d'euros.
En mai 2015, Lactalis acquiert pour 800 millions de dollars 80 % de AK Gida, la filiale laitière de Yildiz Holding.
En octobre 2016, le groupe Ferrero acquiert Delacre à Yildiz pour un montant non dévoilé. Yildiz regroupe alors toutes ses entreprises de biscuits et de confiserie au sein d'une nouvelle filiale, nommée pladis.
En 2018, Yildiz Holding a demandé une restructuration financière de 7 milliards de dollars.

## Bourse
Le groupe est présent à la bourse d'Isanbul ISE-100 par sa filiale Ülker.